# Franciszek Boroch
Franciszek Boroch (ur. 28 października 1899 w Ligocie, zm. 24 października 1979 w Łasinie) – żołnierz armii niemieckiej, powstaniec wielkopolski, podoficer Wojska Polskiego w II Rzeczypospolitej, kawaler Orderu Virtuti Militari.

## Życiorys
Urodził się w rodzinie Jana i Rozalii z Kozalów.
Absolwent szkoły powszechnej. Początkowo pracował w gospodarstwie rolnym rodziców.
W 1917 wcielony do armii niemieckiej i w jej szeregach walczył na frontach I wojny światowej.
W styczniu 1919 wstąpił do wielkopolskich oddziałów powstańczych.
Po wygranej powstania wielkopolskiego,  w składzie 2 baterii 14 pułku artylerii polowej wyruszył na wojnę polsko-bolszewicką. W tym czasie awansował na stopień kaprala.
W opinii przełożonych: odznaczał się niejednokrotnie zimną krwią, przytomnością umysłu i osobistą odwagą, przede wszystkim podczas ataków bolszewickich na Kobryń. Jako celowniczy, pod bardzo silnym ogniem, ckm, nie stracił zimnej krwi, przyczyniając się do odparcia ataków bolszewickich, biorąc pod ogień gniazda karabinów maszynowych.
Za bohaterstwo w walce odznaczony został Krzyżem Srebrnym Orderu Virtuti Militari.
Po zakończeniu działań wojennych został zdemobilizowany i wrócił do pracy w rodzinnym  gospodarstwie. Potem pracował jako drwal, gajowy, a w latach okupacji niemieckiej robotnik leśny.
Po wojnie był gajowym, a później leśniczym. W 1964 przeszedł na emeryturę.
Zmarł w Łasinie i tam też został pochowany.
Był żonaty z Marianną z Obałków, dzieci: Czesław, Marian, Joanna, Michał.

## Ordery i odznaczenia
- Krzyż Srebrny Orderu Virtuti Militari (nr 1491)